# نبرد دکمه‌ها (فیلم ۲۰۱۱)
نبرد دکمه‌ها (فرانسوی: La nouvelle guerre des boutons‎) یک فیلم فرانسوی محصول سال ۲۰۱۱ به کارگردانی کریستوف باراتیه است.